# Wąsosz (gmina w województwie podlaskim)
Wąsosz – gmina wiejska w województwie podlaskim, w powiecie grajewskim. W latach 1975–1998 gmina położona była w województwie łomżyńskim.
Siedziba gminy to Wąsosz.
Według danych z 30 czerwca 2004 gminę zamieszkiwały 4062 osoby.

## Historia
Znany jest fakt iż od 1502 r. probostwo wąsoskie posiadał pisarz królewski, doktor dekretów Nawój Kostka Rostkowski z Rostkowa, herbu Dąbrowa, którego rodzony brat Jan był dziadkiem św. Stanisława Kostki (1550 – 1568). Zapewne przy jego dużej trosce, po pożarze drewnianego kościoła, rozpoczęto w 1508 r. budowę dużego murowanego kościoła. Gmina Wąsosz powstała za Królestwa Polskiego – 31 maja 1870 w powiecie szczuczyńskim w guberni łomżyńskiej w związku z utratą praw miejskich przez miasto Wąsosz i przekształceniu jego w wiejską gminę Wąsosz w granicach dotychczasowego miasta z dołączeniem niektórych wsi z sąsiednich gmin Pruska-Ruda i Mścichy. 

## Struktura powierzchni
Według danych z roku 2002 gmina Wąsosz ma obszar 117,92 km², w tym:
- użytki rolne: 72%
- użytki leśne: 21%

Gmina stanowi 12,19% powierzchni powiatu.

## Demografia

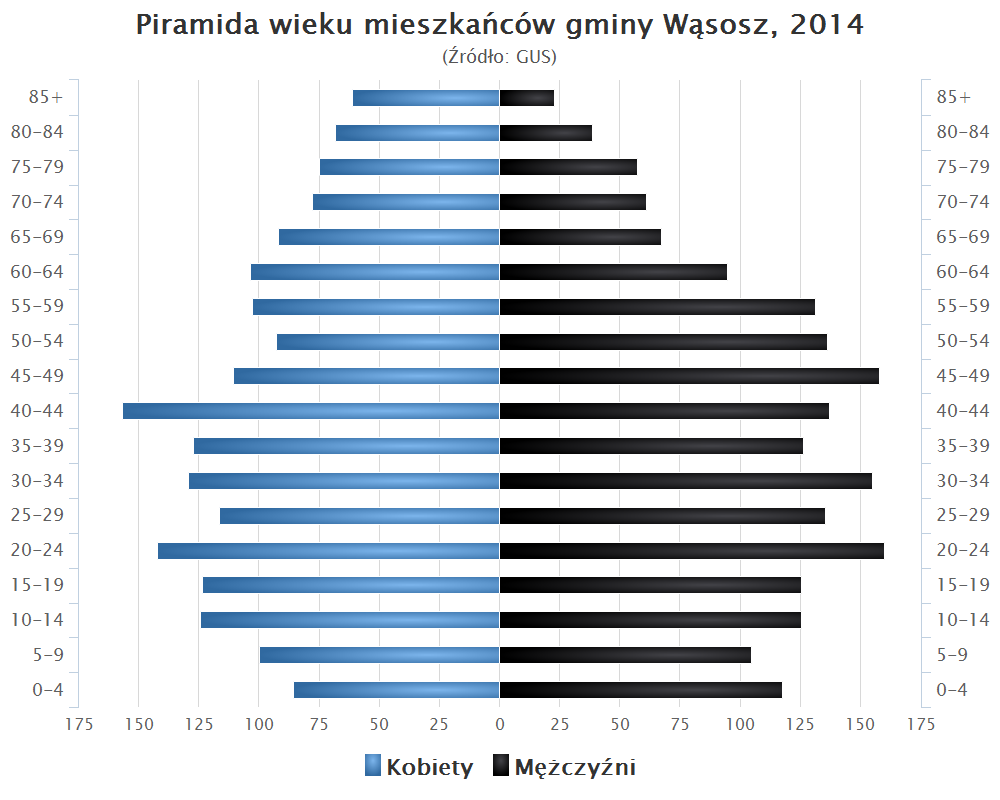
Piramida wieku mieszkańców gminy Wąsosz w 2014 roku

Dane z 30 czerwca 2004:
| Opis                              | Ogółem | Ogółem | Kobiety | Kobiety | Mężczyźni | Mężczyźni |
| --------------------------------- | ------ | ------ | ------- | ------- | --------- | --------- |
| jednostka                         | osób   | %      | osób    | %       | osób      | %         |
| populacja                         | 4062   | 100    | 1986    | 48,9    | 2076      | 51,1      |
| gęstość zaludnienia (mieszk./km²) | 34,4   | 34,4   | 16,8    | 16,8    | 17,6      | 17,6      |

## Sołectwa
Bagienice, Bukowo Duże, Jaki, Kędziorowo, Komosewo, Kudłaczewo, Ławsk, Łempice, Modzele, Niebrzydy, Nieciki, Sulewo-Kownaty, Sulewo-Prusy, Szymany, Wąsosz I, Wąsosz II, Zalesie, Żebry

## Sąsiednie gminy
Grabowo, Grajewo, Przytuły, Radziłów, Szczuczyn